# Inez Viegas
Inez Viegas (Santiago, 13 de diciembre de 1970) es una actriz brasileña.

## Biografía y carrera
Inez inició su carrera en el teatro a los 12 años. Ella estudió en Brasil y Nueva York. Fue integrante del grupo de teatro Tá na Rua, del cual participó por dos años.
A los 32 años, inició su carrera en televisión participando en la telenovela Chocolate com Pimenta (Chocolate con Pimienta), de Walcyr Carrasco. Tuvo papeles como Marly en Como uma Onda (Como un Ondulatorios) y Nara Leão en Por Toda un Minha Vida (Para Todo De Mi Vida), la cual contó la historia del cantante. 
Su aparición más reciente en televisión fue en el programa Natalia, de TV Brasil y su último telenovela fue Promessas de Amor (Las Promesas de Amor), exhibida por Rede Registro. 
En el cine, ha protagonizado algunos cortometrajes e hizo una aparición en Bruna Surfistinha.

## Carrera

### Televisión
- 2011 - Natália - Fotógrafa
- 2009 - Promessas de Amor - Valéria
- 2008 - Capitu - Irlá
- 2007 - Eterna Magia - Jandira
- 2007 – Por toda minha vida – Nara leão
- 2005 - América – Josinéia
- 2004 - Como uma onda - Marly
- 2003 - Chocolate com Pimenta - Ernesta

### Teatro
- O Diário de Anne Frank
- Vontade de Nada
- Un Semente não Mente
- Cama Mesa e Banho
- Tá na Rua